# Фёкла Иконийская
Фёкла Иконийская (др.-греч. Θέκλα, лат. Thecla, Первомученица Фёкла; 30-е годы I века, Икония — II век, Селевкия) — раннехристианская святая, почитаемая в лике равноапостольных. Единственным источником сведений о жизни Фёклы является апокрифические «Деяния Павла и Фёклы», написанные во II веке.
Память совершается в Православной церкви 24 сентября (7 октября) шестеричным богослужением, в Католической церкви 23 сентября.

## Жизнеописание
Фёкла родилась и жила в малоазиатском городе Иконии (совр. турец. Конья) в богатой и знатной семье. Она была обручена со знатным юношей Фамиридом, но во время пребывания в городе апостола Павла (ок. середины I века) прониклась его проповедью и решила не вступать в брак, посвятив себя служению Богу. Фамирид по совету «лицемерия исполненных» сопутников Павла отвёл его к правителю города и обвинил в том, что он «воспрещает девам вступать в брак». Правитель «повелел Павла связать и во узилище ввергнуть». Фёкла тайно посетила апостола, отдав тюремному привратнику свои украшения. Когда об этом стало известно родителям, то её и Павла привели на суд правителя города:

…призвал он Фёклу и воспросил: 

— Чего ради не приемлешь ты брака с Фамиридом по закону Иконийскому? 

Она же стояла, с Павла очей не сводя, и безмолвствовала; видя же сие, вскричала Феоклия, матерь её: 

— Огнём сожги беззаконницу, огнём сожги безбрачницу посреди театра градского, дабы все жены впредь страшились, её примером вразумленные! 

И печалился игемон много; и Павла, по бичевании, изверг он за пределы града, а Фёклу же присудил огнём сжечь.
— «Деяния Павла и Фёклы»

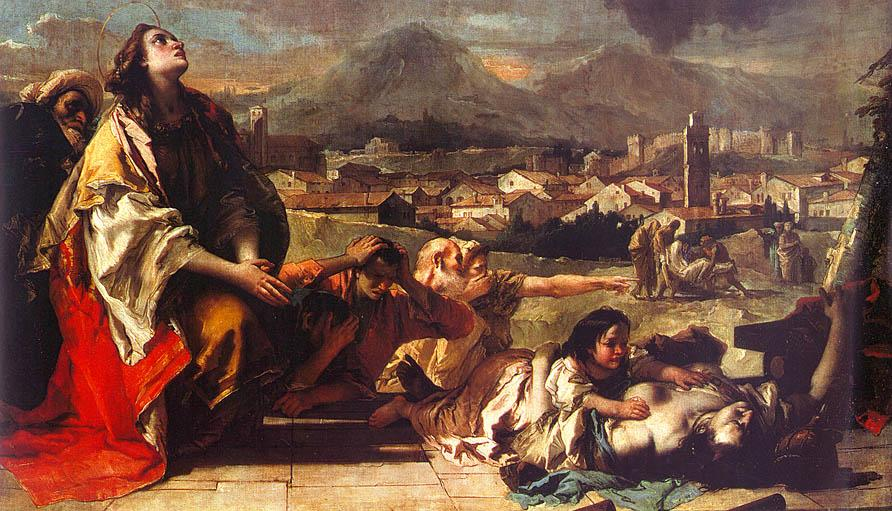
Дж.Б. Тьеполо. Санта-Текла в Эсте. 1759. Холст, масло. Муниципальный музей, Эсте

Согласно апокрифу, Фёклу возвели на большой костёр, однако внезапный дождь погасил пламя, и она осталась невредима. Покинув Иконию, Фёкла нашла Павла и вместе с ним отправилась в Антиохию, где её приметил некий наместник Сирии Александр. В ответ на его домогательство «сорвала она хламиду с Александра и разодрала её; и венок сняла с главы его», за что была осуждена правителем Антиохии к растерзанию зверями. На Фёклу были спущены медведица и львица. Последняя не тронула Фёклу, более того, она встала на её защиту, растерзав сперва медведицу и ценою собственной жизни убив следом выпущенного льва. Потом её безуспешно пытались скормить тюленям и разорвать быками. Не выдержав последнего зрелища, без чувств упала царица Трифена, которая полюбила Фёклу как родную дочь. Правитель прервал звероборство и освободил Фёклу.
Фёкла разыскала Павла, и тот напутствовал её на обучение людей слову Божьему. Фёкла вернулась в родную Иконию, обратила свою мать в христианство, после чего «отошла она в Селевкию, где, многих просветив словом Божиим, сном добрым опочила».
Церковное предание сообщает, что она долгие годы жила в сирийской Селевкии и в возрасте 90 лет, когда её преследовали языческие жрецы, была скрыта от них горой. Пещера, в которой по преданию умерла Фёкла, расположена в сирийском посёлке Маалюла (горы Каламон). Над ней построен монастырь, названный в честь святой.
В честь Фёклы назван астероид (586) Фёкла, открытый в 1906 году.

## Мощи

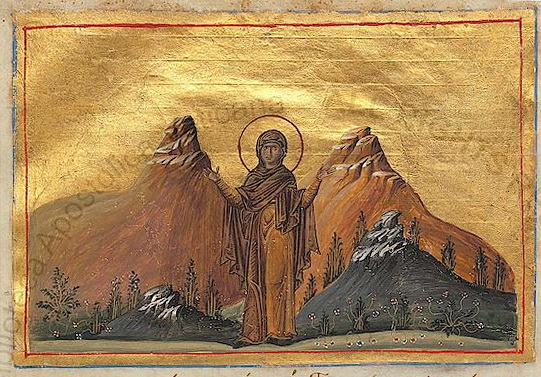
Святая Фёкла. Миниатюра Минология Василия II. 979—989. Ватиканская библиотека

Мощи святой Фёклы находились в городе Сисе — столице Киликийской Армении. В 1312—1313 годах состоялась помолвка армянского короля Ошина c дочерью арагонского короля, принцессой Изабеллой Арагонской. Её отец, король Хайме II Справедливый, взамен помолвки своей дочери с Ошином планировал получить мощи святой Фёклы, чтобы поместить их в главный собор Таррагоны. Однако из-за протестов киликийской оппозиции, недовольной сближением с католическим Западом, помолвка была расстроена, а мощи так и остались в Киликийском армянском царстве. После захвата Киликийской Армении египетскими мамлюками часть мощей святой Фёклы была вывезена христианами на Кипр, где они до сих пор хранятся в женском монастыре святой Фёклы, расположенном на окраине села Мосфилоти, неподалёку от города Ларнака.
Другая часть мощей святой Фёклы находится в женском православном монастыре, основанном Фёклой в городе Маалула. В январе 2014 года во время нападения на город боевики группировки Джебхат-ан-Нусра ворвались в монастырь и осквернили его, сожгли иконы, уничтожили алтарь, 16 монахинь взяли в заложники и удерживали их в течение нескольких месяцев. Часовня монастыря, построенная более 1700 лет назад, была взорвана, однако мощи боевики так и не нашли, поскольку они были замурованы в скале; сейчас монастырь возрождается.
Глава святой Фёклы находится в миланском соборе Дуомо в приделе её имени.
Часть десницы святой Фёклы находится в единственном в её честь храме в России, в Успенской Феклиной женской пустыни, село Сенино-Первое, Козельская епархия РПЦ.

## Почитание
В Сальвадоре есть город Санта-Текла, названный в честь его покровительницы святой Фёклы. Также почитается как святая покровительница испанского города Сиджес.